# Isse
Isse é um pequeno município do departamento de Marne, na região de Grande Leste, no norte da França.

## Geografia
O município de Isse se encontra rodeado por Billy-le-Grand ao norte, Vaudemange ao nordeste, Les Grandes-Loges ao leste, Vaux, Juvigny e Veuve ao sudeste, Aigny ao sul, Condé-sur-Marne ao sudoeste, Ambonnay ao oeste e Trépail ao noroeste.